# Pektinas
Pektinaser är hydrolytiska enzymer som bryter ner pektin en polysackarid som finns i växternas cellväggar, genom hydrolys, transeliminering och deesterifieringsreaktioner. Vanligtvis hänvisade till som pektiska enzymer, omfattar de pektolyas, pektozym och polygalakturonas. Det är användbart eftersom pektin är den geléliknande matrisen som hjälper cementväxtceller att sammanfogas och i vilken andra cellväggskomponenter, såsom cellulosafibriller, är inbäddade. Därför används pektinasenzymer ofta i processer som involverar nedbrytning av växtmaterial, som att påskynda utvinningen av fruktjuice från frukt som äpplen och sapota. Pektinaser har även använts i vinproduktion sedan 1960-talet. Funktionen av pektinas vid bryggning är dubbel, först hjälper det till att bryta ner växtmaterialet (vanligtvis frukt) och hjälper på så sätt extraheringen av smaker från mäsken. För det andra orsakar närvaron av pektin i färdigt vin en lätt grumlighet. Pektinas används för att bryta ner detta och därigenom rensa vinet.
Pektinaser kan extraheras från svampar som Aspergillus niger. Svampen producerar dessa enzymer för att bryta ner den mellersta lamellen i växter så att den kan extrahera näringsämnen från växtvävnaderna och sätta in svamphyfer. Om pektinas kokas denatureras det (veckas ut) vilket gör det svårare att ansluta till pektinet på det aktiva stället och producera så mycket juice.
Eftersom pektinet har en mycket komplicerad struktur är många olika typer av enzymer involverade i nedbrytningen. Ett tekniskt viktigt pektinas är polygalakturonas.

## Pektinas i naturen
Pektinasenzymer produceras naturligt av olika växter, svampar, jästsvampar, insekter, bakterier och mikrober, men kan inte syntetiseras av djur- eller mänskliga celler. I växter hydrolyserar pektinasenzymer pektin som finns i cellväggen, vilket möjliggör ny tillväxt och förändringar. På samma sätt som deras roll i växter bryter pektinaser ner pektin under svampens utvecklingsstadium.

## Karakteriseringar
Pektinasenzymer klassificeras utifrån hur deras enzymatiska reaktion fortskrider med olika pektiska ämnen (genom transeliminering eller hydrolys), det föredragna substratet (pektin, pektinsyra eller oligo-n-galakturonat) och om klyvningen som sker är slumpmässig eller slutgiltig.

## Funktion
Pektinaser depolymeriserar pektin genom hydrolys-, transeliminerings- och deesterifieringsreaktionsprocesser, och bryter ner esterbindningen som håller ihop karboxyl- och metylgrupperna i pektin.
Endopolygalakturonas fortskrider genom en reaktion längs följande väg:
1,4-alfa-D-galakturonosyl)n+m + H2O = (1,4-alfa-D-galakturonosyl)n + (1,4-alfa-D-galakturonosyl)m

## Kristallstrukturer
Alla pektinasenzymstrukturer inkluderar en prismaformad högervänd cylinder som består av sju till nio parallella β-helixar. De tre parallella β-helixarna som skapar prismaformen av strukturen kallas PB1, PB2 och PB3, med PB1 och PB2 som skapar en antiparallell β och PB3 som sitter vinkelrätt mot PB2. Alla substratbindningsställen för de olika esteraserna, hydrolaserna och lyaserna är belägna på en yttre klyfta av den centrala parallella β-helixstrukturen mellan utskjutande slingor på strukturen och PB1.

## Optimal miljö
Som med alla enzymer har pektinaser en optimal temperatur och ett optimalt pH vid vilket de är mest aktiva. Till exempel kan ett kommersiellt pektinas vanligtvis aktiveras vid 45 till 55 °C och fungera bra vid ett pH på 3,0 till 6,5.

## Industriell användning
Pektinasenzymer spelar olika roller i både fruktjuice- och vinindustrin. De används för klarning i fruktjuicer och påskyndar även extraktion av fruktjuice genom enzymatisk flytning av fruktkött. Dessutom hjälper pektinasenzymer till bildningen av fruktköttsprodukter i fruktjuiceindustrin. Pektinasenzymer används för att extrahera juice från puré. Detta görs när enzymet pektinas bryter ner substratet pektin och saften extraheras. Enzymet pektinas sänker den aktiveringsenergi som behövs för att juicen ska produceras och katalyserar reaktionen.
Pektinaser är användbara i vinindustrin genom att extrahera antocyanin från frukten, vilket effektivt intensifierar vinfärgen. Pektinas kan också användas för att extrahera juice från cellväggar i växtceller.
Pektinaser används även för rötning inom textilindustrin. Tillsats av kelatbildare eller förbehandling av växtmaterialet med syra förstärker effekten av enzymet.